# Дом Бака
Дом Ба́ка — историческое здание в центральной части Санкт-Петербурга, построено в 1904—1905 годах для издателя кадетской газеты «Речь» Юлиана Бака по проекту архитектора Бориса Гиршовича. Расположен по адресу Кирочная улица, дом 24. Отличается выразительным декором фасадов и оригинальным решением дворовой части: второй и пятый этажи главного корпуса и флигеля соединены воздушными галереями.
В 2001 году дом Бака получил статус вновь выявленного объекта культурного наследия, а по результатам историко-культурной экспертизы 2016 года рекомендован к включению в Единый государственный реестр объектов культурного наследия (памятников истории и культуры) народов Российской Федерации.

## История

### Строительство
По сведениям от 1844 года, земельный участок под будущим домом Бака ранее занимал дом Карла Фёдоровича Гаугера, доктора медицины и императорского тайного советника. Двухэтажное П-образное в плане здание было оформлено в стиле классицизма, первый этаж сложен из камня, а второй был деревянным. Всего в нём насчитывалось 17 квартир, две из которых были оснащены водопроводом. В доме также размещались прачечная и конюшня на 9 лошадей. Позднее здание сменило нескольких владельцев — сразу после Гаугера здание перешло к почётному гражданину Петру Ильичу Ларионову, затем к неким Афанасьеву и Мейеру. Последними собственниками до перестройки стали братья Эмилий-Иоганн и Эдуард Фёдорович Мейзе. По договору от 21 января 1903 года они продали дом инженеру Юлиану Баку за 212 500 рублей. Уже к маю старое здание разобрали и расчистили землю для нового строительства.
В качестве архитектора нового здания Бак пригласил Бориса Гиршовича, который к тому моменту уже создал несколько выразительных домов для еврейской общины Петербурга. Гиршович разработал два проекта; к реализации одобренного заказчиком варианта приступили сразу же после сноса предыдущей застройки. Масштабное здание было спроектировано на пять входов (два парадных и три дворовых), воротные проезды образовали три соединённых между собой двора, а четвёртый двор был сформирован благодаря воздушным галереям между главным корпусом и флигелем. Пятиэтажный корпус по красной линии улицы венчала мансарда, дворовые флигели получили 6-й этаж. К зданию были подведены коммуникации — электричество, водопроводная и канализационная сеть, в парадных установлены лифты и предусмотрено помещение для консьержа.
После смерти Юлиана Бака его вдова Анна Ильинична продала здание надворному советнику Афанасию Михайловичу Сомову. Известно, что последним собственником здания стал Константин Александрович Варгунин, купец 1-й гильдии и потомственный почётный гражданин.

### Архитектура

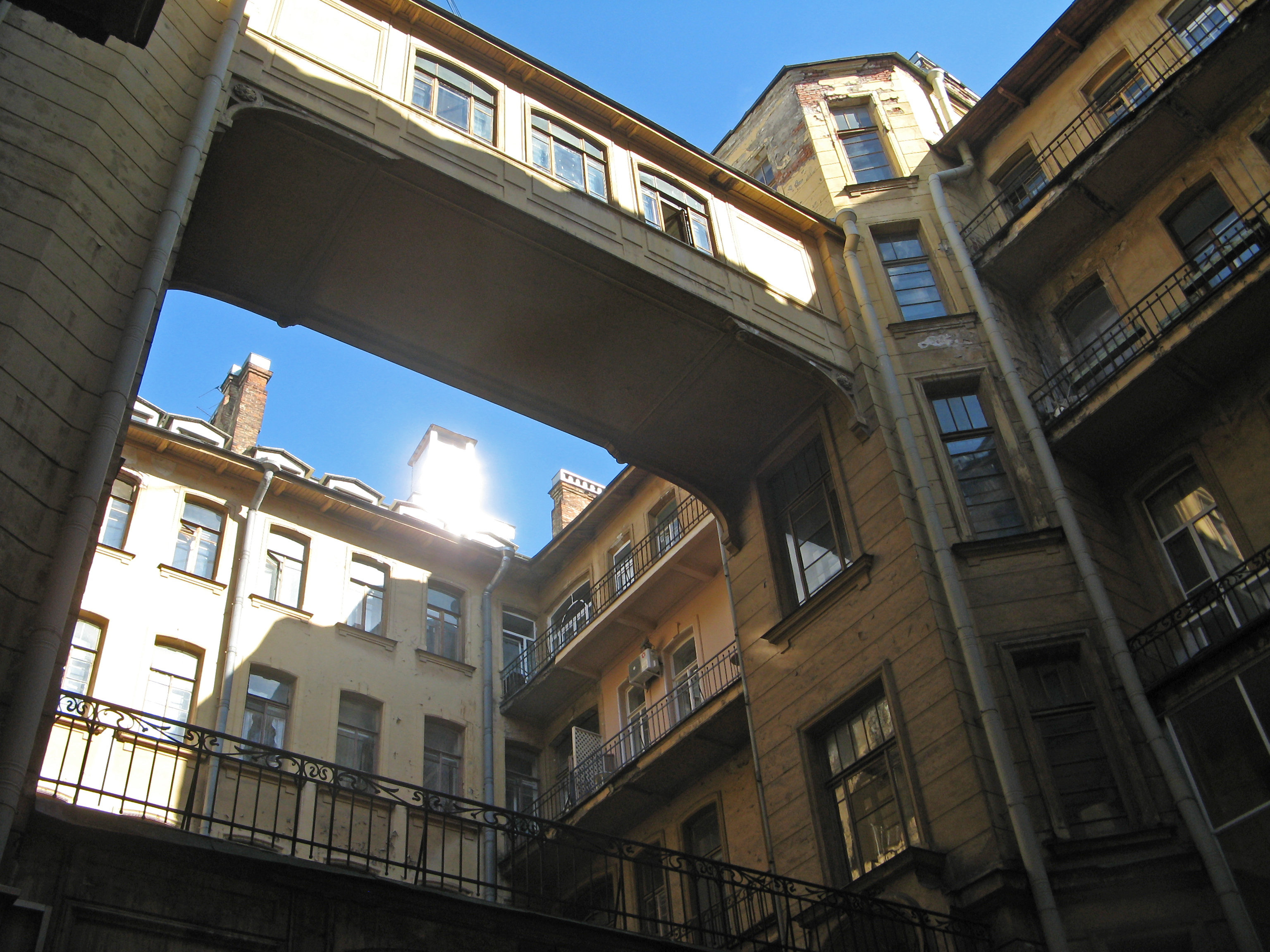
Вид со двора на крытые галереи, 2017 год

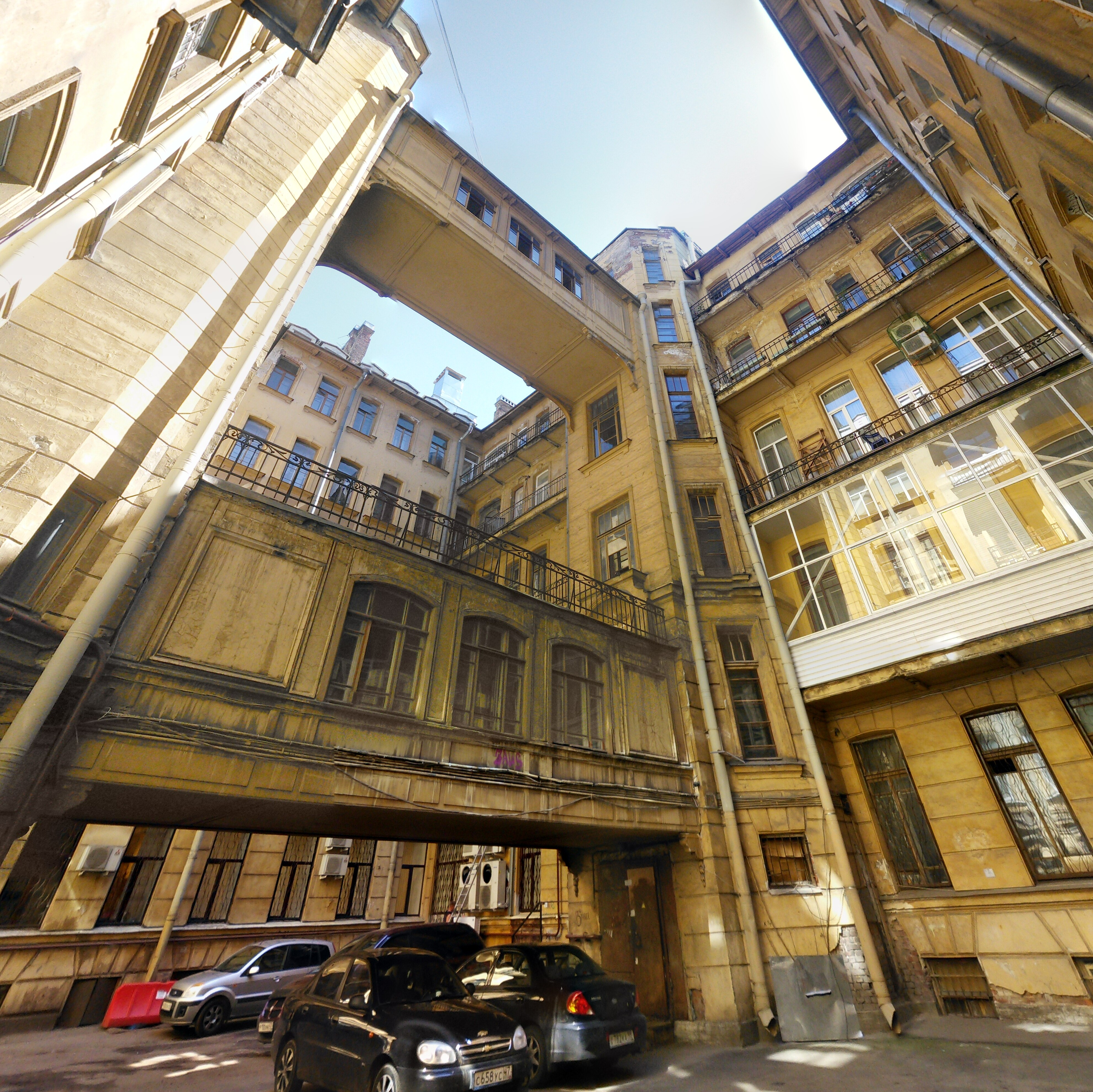
Галереи между корпусами

Общий стиль здания характеризуют как «третье барокко». Фасад дома по красной линии улицы дробится межэтажными тягами и карнизами, эркерами и объёмными аттиками, обильно украшен лепниной и металлодекором (коваными решётками, козырьками, флагодержателями). Дворовые фасады получили более сдержанный облик, основным выразительным элементом выступают галереи и открытые балконы. Цоколь выложен известняком, первый этаж рустован, завершает композицию деревянный карниз. По первоначальному проекту на здании были две башенки. Одна из них была разрушена во время Великой Отечественной войны, вторая предположительно утрачена в 1968 году.

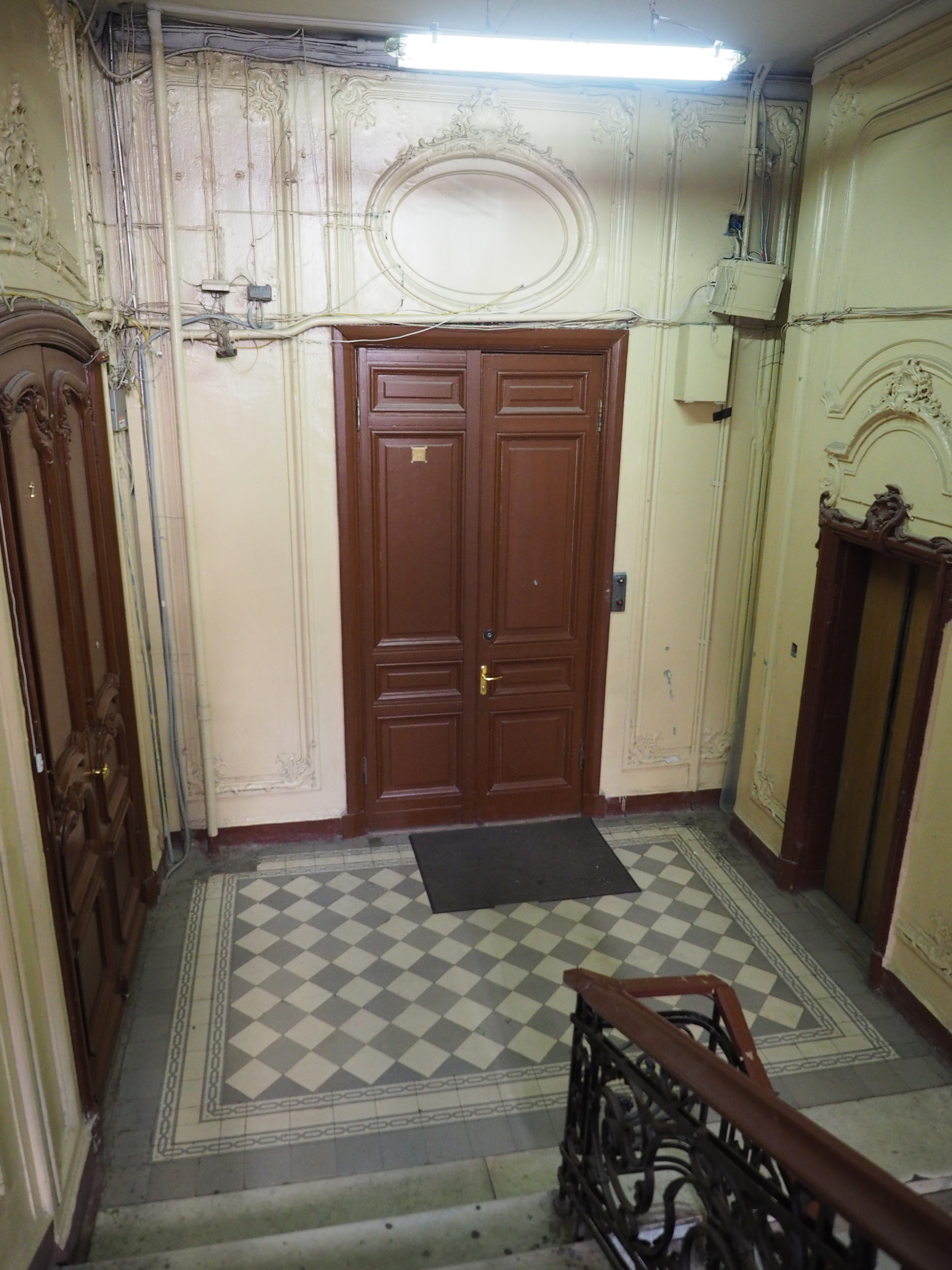
Лестничная площадка, справа дверной проём лифта

Для отделки здания применялись только качественные и дорогостоящие материалы. Например, витражи для оформления вестибюлей и лестничных пролётов были созданы на заказ в мастерской торгового дома «М. Франк и К°». Полы в общественных зонах выложены метлахской плиткой, колонны и лестницы облицованы мрамором, потолки и стены оформлены лепниной, поставлены резные дубовые двери и высокие зеркала.
Одной из архитектурных особенностей здания является необычное соединение корпусов: второй и пятый этажи соединяют крытые галереи, вместе с рядами открытых балконов они придают типично Петербургскому двору-колодцу оригинальный вид, который сравнивают с лабиринтами Маурица Эшера. Помимо эстетического, крытые галереи имели и прагматическое значение — из-за них жильцам внутреннего флигеля приходилось пользоваться парадным входом, что увеличивало стоимость аренды. В подвале дома располагались винные погреба, а также помещения для сдачи внаём.

### Известные жильцы

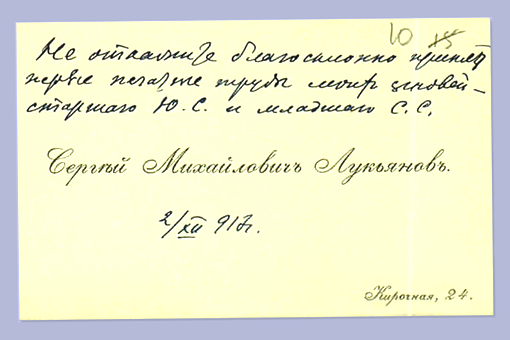
Записка С. М. Лукьянова, коллеге — А. Ф. Кони при посылке первых печатных работ его сыновей — Юрия (Георгия) и Сергея. 2 декабря 1913 года. Кирочная, 24

В начале XX века нанимателями квартир в доме были многие зажиточные горожане разных профессий, от чиновников до поэтов. Сам Юлиан Бак, его супруга Анна Ильинична (в девичестве Элияссон) и их дочь Евгения занимали квартиру № 1, под которую отводился весь первый этаж здания. Одним из первых жильцов сразу после окончания строительства стал Александр Редигер, военный министр Российской империи. Он снял 22-комнатную квартиру № 2 на втором этаже, аренда которой стоила 8 тыс. рублей в год. Третий этаж занимал нефтепромышленник Павел Гукасов. В мансардном этаже располагались мастерские, самую просторную из них арендовал художник Николай Беккер, сын прославленного портретиста Фёдора Беккера. В период с 1906 по 1910 год Леон Бакст снимал под мастерскую квартиру № 6 (по некоторым источникам — № 31 или 32, где работал над костюмами для «Русских сезонов» Дягилева.
В доме по Кирочной, 24 жил после ухода с поста Обер-прокурора Святейшего правительствующего синода, С. М. Лукьянов (1855—1935) — русский учёный-эпидемиолог, писатель и государственный деятель.
До революции в разные годы жильцами дома Бака были также сенатор Нил Зуев с семьёй, вдова и дети генерала Дмитрия Комаровского, генерал от инфантерии Андрей Косич, дочь инженера Эдуарда Тотлебена Александра, доктор медицины и крупный промышленник Сергей Колачевский.
При советской власти дом «уплотнили» под коммунальное жилье, в одной из комнат квартиры № 31 жил актёр Юрий Каморный, а в 37-й 11 лет (с 1930 по 1941 год) прожили Анатолий Мариенгоф с супругой Анной Никритиной. В квартире № 22 до 1956 года жила балерина Нина Тимофеева, а в 1970-х годах — артист балета Василий Островский.

## Современность

### Обветшание
С момента окончания строительства в 1905 году здание ни разу не ремонтировалось. Во время Второй Мировой войны в дом дважды попадали бомбы: один снаряд пробил несколько этажей, второй попал в фасадную стену, от чего пошла трещина по всему зданию. За вторую половину XX века были расхищены и уничтожены практически все элементы отделки общественных зон (витражи, металлодекор), разбиты зеркала, в 1960-х годах исчезла лифтовая кабина, а в 1988 году была демонтирована сетка шахты. В 1990-х годах съёмщики выбрасывали из квартир историческую мебель, двери, ванные, демонтировали оригинальные камины.
С 2000-х годов дом Бака был включён в перечень мест съёмок студии «Ленфильм», при этом общее состояние здания было крайне неудовлетворительным — на этажах не было света, в парадных ночевали и оставляли мусор бездомные. Зимой 2010 года в одном из подъездов рухнул потолок. По словам жильцов, с того же года одну из квартир снял «известный порнобарон», установивший для себя отдельный пост охраны. С 2010 по 2013 год в здании работало нелегальное казино, в 2016 году на его месте был открыт хостел. По свидетельству жильцов, в 2020 году в доме продолжали работать два борделя, хотя на них неоднократно подавали заявления в полицию.

### Капремонт
Помимо естественного обветшания здание значительно пострадало от вандалов и недобросовестного ремонта. Например, в 2017 году сотрудники коммунальных служб демонтировали и вывезли на свалку один из витражей, а исторические двери пытались заменить на новые. В 2018 году в прессе появилась информация о том, что в доме впервые за его вековую историю пройдёт ремонт фасадов (который после многократных обращений жильцов был перенесён на более ранние сроки, нежели планируемый изначально 2033 год). На проведение работ в 2019 году из бюджета города было выделено 50 млн рублей, торги выиграла реставрационная компания «Мир». Качество ремонта вызвало у жильцов и наблюдателей многочисленные нарекания: вместо аккуратного демонтажа элементы металлодекора подъездов спиливали, фасады красили при отрицательных температурах, стёкла окон и витражи не защищали от повреждений и расчищали лезвиями. Уже в феврале 2019 года с фасада начала осыпаться штукатурка, в декабре дважды: с балконов дворовой части и уличного фасадов.

### Общественная деятельность

Логотип общественного проекта «Дом Бака. Галерея историй»

Неудовлетворительное состояние дома и многочисленные проблемы с поддержанием порядка побудили жильцов объединиться в инициативную группу, которая занялась общением с инстанциями и начала воплощать собственные проекты: в 2013—2014 годах было создано общество «Кирочная, 24» в социальной сети ВКонтакте, по зданию стали проводить экскурсии, был разработан логотип и стали выпускаться сувениры с изображением дома. Благодаря активности жильцов удалось найти и вернуть в здание внутренние дубовые двери, которые были отправлены на реставрацию в конце 2000-х годов и оказались перепроданы под коммерческое использование: две резные створки были обнаружены позднее в кафе «Рубинштейн». Узнав о происхождении дверей, хозяева заведения вернули их жильцам дома. В 2019 году стартовала совместная с некоммерческим фондом «Внимание» кампания по реставрации тамбуров первой и второй парадных, средства на которую собираются путём частных пожертвований. К 2020-му удалось собрать свыше 2,5 млн рублей. В том же году КГИОП согласовал документацию проекта, в том числе восстановление и установку найденных оригинальных дверей.
В 2019 году в здании обнаружили потайную комнату. Помещение находится над сводами вестибюля первой парадной, а доступ к нему — через люк в стене. В комнате нашли документы Южной горнозаводской биржевой артели: книги учёта, фирменные бланки, отчёты и письма. Наиболее ценной находкой стали газеты 1906 года на английском языке, привезённые с Дальнего Востока. Также в 2019 году силами жителей дома был отреставрирован единственный сохранившийся внутриквартирный витраж .
С 2019 года общество «Кирочная, 24» планировало открыть музей, сделав экспонатами которого исторические предметы интерьера и архивные фотографии. Позднее Арчил Сараджишвили, один из собственников жилья в доме и создатель сообщества «Кирочная, 24», устроил собственную «квартиру-музей». В пиковые дни её посещают до 70 человек. По словам самого организатора, плату за вход он взимает в зависимости от внешнего вида клиента и его потенциальной платёжеспособности. Ситуация вызвала конфликт с остальными жильцами и членами общества, которые недовольны коммерческим использованием исторических материалов, а также резко увеличившимся потоком экскурсантов. Конфликты возникают и с экскурсоводами, которые проводят туристов осматривать внутренний двор.
1 и 2 апреля 2023 года фонд «Внимание» совместно с несколькими краеведческими проектами провёл серию лекций и мастер-классов, посвящённых дому Бака. Выручка с мероприятия была направлена на восстановление дверей здания. Позднее в том же месяце фонд «Внимание» и ВКонтакте запустили NFT-коллекцию для сбора средств на реставрацию дома Бака.